# Лантош, Иштван
Иштван Лантош (венг. Lantos István; род. 10 июля 1949, Будапешт) — венгерский пианист и музыкальный педагог.

## Биография
Занимался музыкой с 6 лет; с 1966 г. учился в Консерватории имени Бартока (класс Эржебет Туша), в 1968—1972 г. — в Будапештской музыкальной академии имени Листа (класс Петера Шоймоша). В 1969 г. дебютировал с оркестром на Международном юношеском фестивале в Байройте, исполнив Третий фортепианный концерт Бартока и получив предложение о сотрудничестве от Пьера Булеза.
В 1972—1992 гг. — солист филармонии, давал фортепианные и органные концерты; гастролировал в США, Японии и странах Европы. Выступал с симфоническими оркестрами Венгерского радио, Венгерских железных дорог, Будапештским филармоническим оркестром. Основу его репертуара составляют произведения Баха, Листа и Шуберта. Исполнял фортепианные дуэты с Э. Туша.
С 1973 г. Лантош преподаёт в Будапештской музыкальной академии (в 1984—1986 — заведующий кафедрой фортепиано, в 1994—1997 — ректор). Ведёт международные фортепианные курсы в Японии, Финляндии и Италии.
Среди записей Лантоша (Hungaroton) — произведения Листа, Брамса, Боттезини, Шуберта.
Действительный член Венгерской академии искусств (отделение музыки) с 2012 года.

## Награды и признание
- Премия Ференца Листа правительства Венгрии (1976)[2]
- премия Бартока — Пастори (1992)
- Заслуженный артист (1998)
- медаль Фёльдеша Андора (2001)[1]

## Отзывы
Будучи натурой драматического склада, он с интуитивной уверенностью отыскивает в произведении элементы драмы, выражая тему с поразительной пластичностью.— Мария Керени (цит. по:)